# 土岐郡三十三所巡礼
土岐郡三十三所巡礼は、旧土岐郡（現在の岐阜県土岐市、瑞浪市の大部分及び多治見市）一帯に存在した巡礼地。構成する寺院の一部が廃寺になっていることもあり、令和4年（2022年）現在巡礼は行われていない。
江戸時代に流行した西国三十三観音霊場の写し霊場の一つで、元禄8年（1695年）に土岐郡久尻の住人で加賀藩主前田光高に仕えた普水居士が発願し、同地にあった清安寺3世の高巌禅英と共に札所寺院と御詠歌を定めた。明治を迎えて札所寺院が廃寺となるなかで、巡礼自体も行われなくなった。平成26年（2016年）に巡礼開創に携わった清安寺に巡礼集の版木が残されていることが確認された。土岐市図書館でその内容を確認することができる。

## 霊場一覧
| No. | 山号   | 寺号     | 寺号の読み     | 宗派           | 所在地                     | その他                         |
| --- | ------ | -------- | -------------- | -------------- | -------------------------- | ------------------------------ |
| 1   | 応身山 | 延命寺   | えんめいじ     | 臨済宗妙心寺派 | 岐阜県土岐市泉東窯町       | 旧山号は横枕山                 |
| 2   | 瑞雲山 | 定林寺   | じょうりんじ   | 臨済宗妙心寺派 | 岐阜県土岐市泉町定林寺     |                                |
| 3   | —      | 大慈庵   | たいじあん     | —              | 岐阜県瑞浪市明世町山野内   | 廃寺                           |
| 4   | 瑞巌山 | 信光寺   | しんこうじ     | 臨済宗妙心寺派 | 岐阜県瑞浪市土岐町         |                                |
| 5   | —      | 岩屋観音 | いわやかんのん | 臨済宗妙心寺派 | 岐阜県瑞浪市釜戸町         | 廃寺                           |
| 6   | 龍吟山 | 天猷寺   | てんゆうじ     | 臨済宗妙心寺派 | 岐阜県瑞浪市釜戸町         |                                |
| 7   | 瑞桜山 | 法妙寺   | ほうみょうじ   | 天台宗         | 岐阜県瑞浪市土岐町字桜堂   | 桜堂薬師                       |
| 8   | 込土山 | 小御堂   | こみどう       | —              | 岐阜県瑞浪市上平町         |                                |
| 9   | 長富山 | 旭王寺   | きょくおうじ   | 臨済宗妙心寺派 | 岐阜県瑞浪市山田町         |                                |
| 10  | 薬王山 | 寶林寺   | ほうりんじ     | 曹洞宗         | 岐阜県瑞浪市宮前町         |                                |
| 11  | 高松山 | 慈雲寺   | じうんじ       | —              | 岐阜県瑞浪市小田町         | 廃寺。                         |
| 12  | 正覚山 | 天福寺   | てんぷくじ     | 臨済宗妙心寺派 | 岐阜県土岐市肥田町肥田     |                                |
| 13  | 吟鶴山 | 永松寺   | えいしょうじ   | 臨済宗妙心寺派 | 岐阜県土岐市肥田町浅野     | 旧山号は竜雲山                 |
| 14  | 妙光山 | 慈徳院   | じとくいん     | 臨済宗妙心寺派 | 岐阜県土岐市土岐津町       |                                |
| 15  | 慈門山 | 廣徳寺   | こうとくじ     | 臨済宗妙心寺派 | 岐阜県土岐市土岐津町土岐口 | 現在は合併して広福寺           |
| 16  | 知足山 | 常福寺   | じょうふくじ   | 臨済宗妙心寺派 | 岐阜県土岐市下石町         |                                |
| 17  | 円光山 | 大鏡寺   | だいきょうじ   | 天台宗         | 岐阜県土岐市妻木町         | 廃寺。妻木八幡神社別当。八幡院 |
| 18  | 光雲山 | 崇禅寺   | すうぜんじ     | 臨済宗妙心寺派 | 岐阜県土岐市妻木町         |                                |
| 19  | 円融山 | 心性寺   | しんしょうじ   | 天台宗         | 岐阜県多治見市笠原町栄     |                                |
| 20  | 白雲山 | 清昌寺   | せいしょうじ   | 臨済宗妙心寺派 | 岐阜県多治見市笠原町富士   |                                |
| 21  | 鳳凰山 | 永明寺   | えいめいじ     | 臨済宗妙心寺派 | 岐阜県多治見市市之倉町     |                                |
| 22  | 太平山 | 法園寺   | ほうえんじ     | —              | 岐阜県多治見市             | 廃寺                           |
| 23  | 大慈山 | 二福寺   | にふくじ       | 臨済宗南禅寺派 | 岐阜県多治見市平和町       |                                |
| 24  | 仏光山 | 観音寺   | かんのんじ     | 真言宗         | 岐阜県多治見市池田町       | 廃寺                           |
| 25  | 石堂山 | 永泉寺   | えいせんじ     | 臨済宗妙心寺派 | 岐阜県多治見市池田町       |                                |
| 26  | 石動山 | 明円寺   | みょうえんじ   | 真言宗         | 岐阜県多治見市池田町       | 廃寺                           |
| 27  | 象王山 | 普賢寺   | ふげんじ       | 曹洞宗         | 岐阜県多治見市大原町       |                                |
| 28  | 巨欣山 | 壽教寺   | じゅきょうじ   | 臨済宗南禅寺派 | 岐阜県多治見市宝町         |                                |
| 29  | 寂光山 | 安養寺   | あんようじ     | 曹洞宗         | 岐阜県多治見市白山町       |                                |
| 30  | 亀頂山 | 奥蔵寺   | おくぞうじ     | 臨済宗南禅寺派 | 岐阜県多治見市上野町       |                                |
| 31  | 虎渓山 | 永保寺   | えいほじ       | 臨済宗南禅寺派 | 岐阜県多治見市虎渓山町     |                                |
| 32  | 寿林山 | 長養寺   | ちょうようじ   | 臨済宗南禅寺派 | 岐阜県土岐市泉町久尻       |                                |
| 33  | 高光山 | 清安寺   | せいあんじ     | 臨済宗妙心寺派 | 岐阜県土岐市泉町久尻       |                                |